# Cochleoceps bassensis
Cochleoceps bassensis is een straalvinnige vissensoort uit de familie van schildvissen (Gobiesocidae). De wetenschappelijke naam van de soort is voor het eerst geldig gepubliceerd in 1983 door Hutchins.